# زانغرهاوزن
زانغرهاوزن (بالألمانية: Sangerhausen) هي بلدة ألمانية تقع في ألمانيا في ساكسونيا أنهالت. يقدر عدد سكانها بـ 30,989 نسمة .

## المدن التوأمة
مدن بواناتال، ترنافا و زابرزي (مدينة) هي مدن توأمة لـزانغرهاوزن.

## أعلام
- دانيال أوتشوا
- يوليوس فون بوس
- مانفريد موك